# هاري بلاكستون جونيور
هاري بلاكستون جونيور (بالإنجليزية: Harry Blackstone, Jr.)‏ هو ساحر استعراضي أمريكي، ولد في 30 يونيو 1934 في ثري ريفر في الولايات المتحدة، وتوفي في 14 مايو 1997 في لوما ليندا في الولايات المتحدة بسبب سرطان البنكرياس.

## وصلات خارجية
- هاري بلاكستون جونيور على موقع ميوزك برينز (الإنجليزية)
- هاري بلاكستون جونيور على موقع قاعدة بيانات برودواي على الإنترنت (الإنجليزية)
- هاري بلاكستون جونيور على موقع قاعدة بيانات برودواي على الإنترنت (الإنجليزية)
- هاري بلاكستون جونيور على موقع إن إن دي بي (الإنجليزية)